# خدمة اجتماعية طبية
الخدمة الاجتماعية الطبية هي عبارة عن خدمة إنسانية تقدم لمحتاجها بشتى الطرق والوسائل التي تساهم في إيصال هذه الخدمة.[هل المصدر موثوق به؟]
ان توفير العلاج المناسب وكيفية التعامل مع متلقى العلاج له الاثر الأكبر في تسريع الشفاء لدى المريض وان اختلفت فيها حالات المرض، ان أسلوب التعامل الصحيح مع متلقى العلاج ومرافقيه يدل على مدى التزام مقدم هذه الخدمة بمعايير إنسانية وطبية وعلمية تساهم في استمرارية التواصل والتزام متلقى العلاج بالمعالجة الطبية وتولد نوع من الثقة المتبادلة، حيث أن هذه الخدمة والتي تبدأ من لحظة دخوله المركز الطبى ومن ثم بداية المعالجة الطبية الأساسية ومن ثم التحويل إلى القسم المختص لمعرفة مدى تأثير الحالة النفسية والمرضية التي ساهمت في بعض الحالات إذ أن الأوضاع العائلية والمجتمعية والضغوط النفسية لها أثر كبير على ما هية الحالة وشدتها لذلك يأتي الدور الطبي الاجتماعي في التخفيف من هذه الاثار السلبية على المريض ومحاولة تقديم الخدمة السليمة والتي تراعي الظروف المجتمعية لتساهم في الإسراع في الشفاء. لذلك دور الخدمة الاجتماعية الطبية مهم وأساسي في مجالات شتى لتساهم في التخفيف من الاثار المرضية والنفسية سواء كانت أمراض تحتاج للعلاج العادى أو أمراض نفسية تحتاج لرعاية خاصة.[بحاجة لمصدر]